# نظام المعلومات الأرشيفية المفتوح
يشير مصطلح نظام معلومات الأرشيف المفتوح (أو OAIS) إلى النموذج المرجعي لنظام الأرشفة المفتوح الصادر عن المنظمة الدولية للمعايير (ISO). وقد تم تعريف هذا النموذج المرجعي في التوصية CCSDS 650.0-M-2-S الصادرة عن اللجنة الاستشارية لنظم بيانات الفضاء؛ وهو مطابق للنص المعتمد من قبل معيار ISO 14721:2025. وعلى الرغم من أن اللجنة تُعنى أساساً بوكالات الفضاء، فإن النموذج الذي طورته أثبت فعاليته للعديد من المنظمات والمؤسسات التي تُعنى بالأرشفة الرقمية. ويُعرف معيار OAIS باسم ISO 14721:2025، وهو معتمد على نطاق واسع من قبل جهات وطنية ودولية متعددة لضمان الحفظ طويل الأجل. وقد نُشر المعيار أول مرة في عام 2005 ويُعد الأمثل لإنشاء مستودع رقمي وصيانته على المدى الطويل.
يمكن تطبيق نموذج OAIS على أنواع مختلفة من الأرشيفات مثل الأرشيفات المفتوحة أو المغلقة أو المقيدة أو "المظلمة" أو حتى الخاصة.
تشير عبارة "الحفظ طويل الأجل" إلى أن المعلومات يجب أن تبقى مفهومة وقابلة للوصول عبر تغيّرات في التقنيات والوسائط الرقمية وحتى تغير المستخدمين المستهدفين. ووفقًا لـ OAIS، فإن "طويل الأجل" قد يمتد إلى أجل غير محدد. ويُعرف "المجتمع المحدد" بأنه مجموعة من المستخدمين القادرين على فهم المعلومات، وتقوم الأرشيفات بتعريف هذا المجتمع بطريقة غير ثابتة.
أما الحرف "O" في OAIS، فيرمز إلى "الطريقة المفتوحة التي تم بها تطوير المعيار"، وليس له علاقة بمفهوم "الوصول المفتوح"، ولا بمفهوم "الانفتاح" في التعريف المفتوح أو مبادرة الأرشيفات المفتوحة. أما الحرف "I" فيشير إلى "المعلومات"، ويقصد بها البيانات التي يمكن مشاركتها أو تبادلها.
يركز هذا النموذج المرجعي بشكل خاص على المعلومات الرقمية، سواء بوصفها الشكل الأساسي للمعلومات المحفوظة أو بوصفها معلومات داعمة للمواد المحفوظة رقميًا أو ماديًا. ولذلك، فإن النموذج يستوعب المعلومات غير الرقمية بطبيعتها (مثل العينة الفيزيائية)، لكن نمذجة هذه المعلومات وحفظها لا يتم التطرق لهما بالتفصيل. وباعتباره إطارًا مفاهيميًا بحتًا، فإن نموذج OAIS لا يتطلب استخدام أي منصة حوسبة معينة، أو بيئة نظام محددة، أو نمط تصميم، أو منهجية تطوير، أو نظام لإدارة قواعد البيانات، أو لغة تعريف بيانات، أو لغة أوامر، أو واجهة نظام، أو واجهة مستخدم، أو تقنية، أو وسائط معينة حتى يكون الأرشيف متوافقًا مع النموذج. ويكمن هدف النموذج في وضع معيار للأنشطة المرتبطة بحفظ الأرشيفات الرقمية، وليس تحديد كيفية تنفيذ تلك الأنشطة.
ينبغي عدم الخلط بين الاختصار OAIS ومبادرة OAI، والتي تشير إلى مبادرة الأرشيفات المفتوحة.

## بيئة OAIS ونموذج المعلومات

مخطط بيئة OAIS

مخطط حزمة المعلومات في OAIS

تشمل بيئة OAIS تفاعل أربعة كيانات: منتجو المعلومات، مستهلكو المعلومات (أو المجتمع المحدد)، الإدارة، والأرشيف نفسه. ولا تشير "الإدارة" هنا إلى الجهة المنفذة للمهام اليومية داخل الأرشيف، بل إلى شخص أو مجموعة تضع السياسات الخاصة بالمحتوى المخزن فيه.
كما يُعرّف نموذج OAIS نموذجًا للمعلومات، حيث تُعرف العناصر الفيزيائية أو الرقمية التي تحتوي على معلومات باسم "كائنات البيانات". ويجب أن يكون أعضاء "المجتمع المحدد" للأرشيف قادرين على تفسير وفهم المعلومات الموجودة في كائن البيانات، إما بالاعتماد على خلفيتهم المعرفية أو باستخدام "معلومات التمثيل" المرفقة مع الكائن.
وتتضمن "حزمة المعلومات" الأنواع التالية من كائنات المعلومات:
- **معلومات المحتوى**: وتشمل كائن البيانات ومعلومات التمثيل المرتبطة به
- **معلومات وصف الحفظ**: تتضمن البيانات اللازمة لحفظ المحتوى المرتبط بها (مثل معلومات المصدر، أو المعرفات الفريدة، أو قيمة تحقق أو بيانات مصادقة أخرى)
- **معلومات التغليف**: وهي البيانات التي تربط مكونات الحزمة ببعضها
- **معلومات وصفية**: بيانات وصفية تُمكن من العثور على الكائن لاحقًا باستخدام وظائف البحث أو الاسترجاع في الأرشيف

ويحدد النموذج ثلاثة أنواع من حزم المعلومات:
- **حزمة المعلومات المقدمة (SIP)**: وهي المعلومات التي يرسلها المُنتِج إلى الأرشيف
- **حزمة المعلومات الأرشيفية (AIP)**: وهي المعلومات التي يتم حفظها في الأرشيف
- **حزمة المعلومات المرسلة (DIP)**: وهي المعلومات التي يتم إرسالها إلى المستخدم عند الطلب

وقد تتشابه هذه الحزم الثلاثة أو تختلف عن بعضها.

## النموذج الوظيفي
يتضمن نموذج OAIS ست وحدات وظيفية:

مخطط النموذج الوظيفي لـ OAIS

- **وظيفة الإدخال**: تستقبل المعلومات من المنتجين وتعدّها للتخزين. تقوم باستلام حزمة المعلومات المقدمة (SIP)، والتحقق منها، ثم إنشاء حزمة المعلومات الأرشيفية (AIP) منها، وتحويلها إلى وحدة التخزين الأرشيفي.
- **وظيفة التخزين الأرشيفي**: تتولى تخزين وصيانة واسترجاع حزم AIP. تستقبل حزم AIP من وظيفة الإدخال، وتقوم بتخصيصها للتخزين طويل الأجل، وتحديثها حسب الحاجة، والتحقق من وجود أخطاء، وتوفير حزم AIP المطلوبة لوظيفة الوصول.
- **وظيفة إدارة البيانات**: تنسّق المعلومات الوصفية لحزم AIP والمعلومات النظامية الداعمة للأرشيف. تدير قاعدة البيانات التي تحتوي على معلومات الأرشيف من خلال تنفيذ طلبات البحث وتوليد النتائج؛ وتنتج التقارير التي تدعم الوظائف الأخرى، وتقوم بتحديث قاعدة البيانات.
- **وظيفة الإدارة**: تدير العمليات اليومية في الأرشيف، بما في ذلك إبرام اتفاقيات الإيداع مع المنتجين، والهندسة النظامية، وتدقيق حزم SIP لضمان التوافق مع الاتفاقيات، وتطوير السياسات والمعايير. كما تتولى خدمة العملاء وتعمل كحلقة وصل بين "الإدارة" و"المجتمع المحدد" في بيئة OAIS.
- **وظيفة تخطيط الحفظ**: تدعم جميع المهام اللازمة لضمان إمكانية الوصول إلى مواد الأرشيف وفهمها على المدى الطويل، حتى وإن أصبحت النظم الأصلية غير صالحة، مثل تطوير خطط مفصلة للحفظ أو الترحيل، والمراقبة التقنية، وتحليل المخاطر والتوصية بالتحديثات أو الترحيل.
- **وظيفة الوصول**: تشمل هذه الوظيفة واجهة المستخدم التي تسمح للمستخدمين باسترجاع المعلومات من الأرشيف. تقوم بإنشاء حزمة المعلومات المرسلة (DIP) من حزمة AIP المناسبة وتسليمها للمستخدم الذي طلبها.[4]

## الاعتماد
على الرغم من أن النموذج تم تطويره في الأصل من قبل اللجنة الاستشارية لنظم بيانات الفضاء، وهي هيئة تُعنى بوكالات الفضاء، إلا أن مجال الحفظ الرقمي قد تطور ليصبح تخصصًا مستقلًا، وأصبح OAIS هو النموذج القياسي لأنظمة الحفظ الرقمي في العديد من المؤسسات والمنظمات. وقد أصبح التوافق مع OAIS شرطًا أساسيًا في تصميم أنظمة الحفظ الرقمي والمستودعات في مؤسسات بارزة مثل الإدارة الوطنية للأرشيف والسجلات، مكتبة الكونغرس، المكتبة البريطانية، المكتبة الوطنية الفرنسية، المكتبة الوطنية في هولندا، مركز التنسيق الرقمي في المملكة المتحدة، OCLC، ومستودع المجلات الأكاديمية جايستور، فضلاً عن العديد من أنظمة مكتبات الجامعات.
وقد قام مركز التميز للحفظ الرقمي التابع لـ مركز تطوير الحوسبة المتقدمة في الهند (C-DAC) بتنفيذ النموذج OAIS في مشروع الأرشيف الوطني للمواد السمعية والبصرية الثقافية (NCAA)، والذي حاز على شهادة "مستودع رقمي موثوق" وفق معيار ISO 16363:2012 في نوفمبر 2017. وندرج هذا المشروع ضمن البرنامج الوطني للحفظ الرقمي في الهند.
وقد شكل نموذج OAIS الأساس لعدة مبادرات ومعايير بارزة في مجال الحفظ الرقمي، مثل مجموعة عمل استراتيجيات تنفيذ بيانات وصف الحفظ، ووثيقة تدقيق واعتماد المستودعات الموثوقة (TRAC) التابعة لـ OCLC. وقد كانت هذه الوثيقة المسودة الأولية، وتم استبدالها لاحقًا بالمعيار CCSDS 652.1-M-2 التابع لـ اللجنة الاستشارية لنظم بيانات الفضاء؛ وهو متطابق مع معيار ISO 16363:2012 الذي يُشكل أساسًا لتدقيق واعتماد المستودعات الرقمية الموثوقة، كما هو موضح في iso16363.org. ويوصي معيار ISO 19165:1-2018 باستخدام اتفاقيات التغليف المفتوح لتنفيذ الحزم الجغرافية (Geospatial Package).

## نموذج البنية البرمجية
في إطار فعالية #WeMissiPres، قدم فرانك أوبرمايت، عالم الحاسوب في الأرشيف الحكومي لولاية ساكسونيا-أنهالت، ألمانيا، نموذجًا لبنية برمجية تطبق نموذج OAIS المرجعي بشكل كامل، وذلك في 22 سبتمبر 2020. وقد أصبح الجهاز القائم على هذه البنية متاحًا منذ أكتوبر 2020.
يعتمد النموذج البرمجي على معايير رسمية وغير رسمية فقط، وتم تطوير الجهاز باستخدام برمجيات مفتوحة المصدر بالكامل. وتشمل المعايير الثلاثة الرئيسية ما يلي:
- لغة نمذجة العمليات التجارية (BPMN)
- نقل الحالة التمثيلي (REST)
- OpenID Connect

ومن الخصائص الأساسية للنموذج: القابلية للتوسع، والإمكانية للتوزيع، وسهولة التمديد، مما يجعله ملائمًا للاستخدام في مؤسسات بمختلف الأحجام.